# Kinh Hãy Nhớ
Kinh Hãy Nhớ (Latinh: Memorare, nghĩa là "nhớ") là một kinh nguyện Đức Mẹ của Công giáo Rôma. Nhiều người cho rằng, thánh Bernard de Clairvaux (1090-1153) (một Tiến sĩ Hội thánh) là tác giả kinh này. Tuy nhiên, kinh này xuất hiện vào thế kỷ 17, do linh mục đan sĩ cùng tên Claude Bernard (1588-1641) phổ biến.

## Văn bản
| Bản Latinh O piissima Virgo Maria, non esse auditum a saeculo, quemquam ad tua currentem praesidia, tua implorantem auxilia, tua petentem suffragia, esse derelictum. Ego tali animatus confidentia, ad te, Virgo Virginum, Mater, curro, ad te venio, coram te gemens peccator assisto. Noli, Mater Verbi, verba mea despicere; sed audi propitia et exaudi. Amen. | Bản dịch tiếng Việt Lạy Thánh Nữ Đồng Trinh Maria là Mẹ rất nhân từ xin hãy nhớ xưa nay chưa từng nghe có người nào chạy đến cùng Đức Mẹ xin bầu chữa cứu giúp mà Đức Mẹ từ bỏ chẳng nhậm lời. Nhân vì sự ấy, con hết lòng trông cậy than van chạy đến sấp mình xuống dưới chân Đức Mẹ là Nữ Đồng Trinh trên hết các kẻ đồng trinh, xin Đức Mẹ đoái đến con là kẻ tội lỗi. Lạy Mẹ là Mẹ Chúa Cứu thế, xin chớ bỏ lời con kêu xin, một dủ lòng thương và nhậm lời con cùng. Amen. |